# Hélène Mongin
Pour les articles homonymes, voir Mongin.
Hélène Mongin est un écrivain français du XXIe siècle, auteur de plusieurs ouvrages consacrés à Sainte Thérèse de Lisieux et ses parents, Louis et Zélie Martin.

## Biographie
Née en 1982, Hélène Mongin est licenciée de philosophie, et travaillait à la librairie de l'Office Central de Lisieux.
Son ouvrage Louis et Zélie Martin, les saints de l'ordinaire a reçu la mention spéciale du Grand Prix catholique de littérature 2009.

## Œuvres
- Prier 15 jours avec Louis et Zélie Martin, Nouvelle Cité, 2011  (ISBN 978-2-8531-3628-0)
- Une pensée par jour avec Sainte Thérèse de Lisieux, Médiaspaul, 2008  (ISBN 978-2-71221058-8)
- Louis et Zélie Martin, les saints de l'ordinaire, préface de Monseigneur Lagoutte, Éd. de l'Emmanuel, 2008  (ISBN 978-2-35389-050-7)